# Johann Jacob von Lüdecke
Johann Jacob von Lüdecke (* 17. Juli 1682 in Halle (Saale); † 29. Juni 1750 in Hohenthurm) war ein braunschweigischer Staatsrat. Er war Sohn des späteren preußischen und braunschweig-lüneburgischen Geheimrats und Kanzlers Urban Dietrich von Lüdecke und der Clara Elisabeth, geb. Mathesius.

## Leben
Lüdecke disputierte 1700 zu Halle unter J. F. Schneider de finibus, jurisprudentiae naturalis regendis und 1702 unter Samuel Stryk de principe testatore. 1701 veröffentlichte Henckelius die Dissertatio politico-moralis de metu comparationis, ad C. Cornelii Taciti Annl. lib. I. cap. LXXVI der Verfasser Johann Franz Buddeus und Johann Jacob Luedecke. In seiner Jugend unternahm er viele Reisen und war in Spanien längere Zeit als Legationssekretär tätig. Später stand er in fürstlich braunschweigischen Diensten in Wolfenbüttel. Er hatte Kenntnisse in vielen Sprachen und besaß eine auserlesene Bibliothek, besonders von historischen Büchern. Er starb auf Schloss Hohenthurm.

## Familie
Er heiratete 1711 in erster Ehe Anna Elisabeth Wlömer. Das Paar hatte folgende Kinder:
- Gebhard Levin (1715–1794)
- Augusta Christiane (1720–1795), verheiratet mit Friedrich August Wilhelm von Pawlowski.

In zweiter Ehe heiratet er 1727 Sophia Jurina Henriette von Helmolt. Das Paar hatte folgende Kinder:
- Johann Carl  (1732–1786)
- Georg August   (1735–1807), verheiratet mit Sophie Charlotte Damm,
- Auguste Elisabeth  (1737-)
- Urban Dietrich   (1739–1788).